# الحرب الفيتنامية الصينية
كانت الحرب الفيتنامية الصينية والمعروفة أيضًا باسم الحرب الهند الصينية الثالثة حرب حدود قصيرة بين جمهورية الصين الشعبية وجمهورية فيتنام الاشتراكية في أوائل عام 1979. شنت الصين هجومًا للرد على غزو فيتنام لكمبوديا واحتلالها في عام 1978 (الأمر الذي أنهى حكم نظام الخمير الحمر المدعوم من الصين).
دخلت القوات الصينية شمال فيتنام واستولت على عدة مدن بالقرب من الحدود. أعلنت الصين فتح بوابة هانوي ونجاح مهمتها العقابية في 6 مارس من عام 1979. انسحبت القوات الصينية بعد ذلك من فيتنام. ادعت كل من الصين وفيتنام الفوز في آخر حروب الهند الصينية. يمكن للمرء القول إن الصين فشلت في هدفها المتمثل في ثني فيتنام عن التدخل في كمبوديا بسبب بقاء القوات الفيتنامية فيها حتى عام 1989. اكتملت الحدود الصينية الفيتنامية بعد تفكك الاتحاد السوفيتي في عام 1991.
نجحت الصين في إثبات عدم قدرة خصمها الشيوعي في الحرب الباردة -الاتحاد السوفيتي- على حماية حليفه الفيتنامي، على الرغم من عدم قدرتها على ردع فيتنام عن احتلال كمبوديا. نُشر نحو 1.5 مليون جندي صيني على طول الحدود الصينية السوفيتية استعدادًا لحرب واسعة النطاق ضد السوفيت، وذلك بعد تدهور العلاقات بين الاتحاد السوفيتي والصين نتيجةً للانقسام الصيني السوفيتي بين عامي 1956 و1966.

## أسباب الحرب
بينما كانت الحرب الهندو صينية الأولى نتيجة مباشرة لتداعيات الحرب العالمية الثانية والحرب الثانية نتيجة لتداعيات الأولى وكان النزاع الثالث في المنطقة نتيجة لمشكلا متخلفة بين الحلفاء السابقين. كان الهجوم الصيني بهدف الرد على احتلال القوات الفيتنامية لكمبوديا ومحاولة نصرة حليفها في كمبوديا.

## القتال
توغل جيش التحرير الشعبي الصيني بسرعة نحو 15 إلى 20 كيلومترًا داخل فيتنام بالتزامن مع اندلاع القتال بشكل رئيسي في محافظات كاو بانغ ولاو كاي ولانغ سون. تجنب الفيتناميون تعبئة فرقهم النظامية، وعرقلوا نحو 300 ألف جندي أثناء دفاعهم عن هانوي. حاول الجيش الشعبي الفيتنامي تجنب القتال المباشر مستعملًا تكتيكات حرب العصابات في الكثير من الأحيان.
سرعان ما فقد هجوم جيش التحرير الشعبي الصيني زخمه وأُرسلت موجة هجوم جديدة مع انضمام ثمانية فرق من جيش التحرير الشعبي الصيني إلى المعركة. أحاط جيش التحرير الشعبي بمحافظة لانغ سون بعد استيلائه على المرتفعات الشمالية فوقها وتوقف مؤقتًا أمامها بهدف استدراج الجيش الشعبي الفيتنامي إلى تعزيز قواته في المحافظة بوحدات من قواته في كمبوديا. كانت هذه الخطة الحيلة الاستراتيجية الرئيسية في خطة الحرب الصينية إذ لم يرغب دينج شياو بينج بالمخاطرة بتصاعد التوترات مع الاتحاد السوفيتي. سقطت لانغ سون في 6 مارس، أي بعد ثلاثة أيام من القتال الدموي في الحرب الحضرية. استولى جيش التحرير الشعبي الصيني بعد ذلك على المرتفعات الجنوبية فوق لانغ سون واحتل سا با. ادعى جيش التحرير الشعبي الصيني أنه سحق العديد من وحدات الجيش الشعبي الفيتنامي النظامية.

## الانسحاب الصيني
أعلنت الصين فتح بوابة هانوي ونجاح مهمتها العقابية في 6 مارس من عام 1979. دمر جيش التحرير الشعبي الصيني كامل البنية التحتية المحلية والمساكن في طريق عودته إلى الحدود الصينية، ونهب جميع المعدات والموارد المفيدة (بما في ذلك الثروة الحيوانية) ما أدى إلى إضعاف اقتصاد الأقاليم الشمالية في فيتنام بشدة. عبر جيش التحرير الشعبي الصيني الحدود عائدًا إلى الصين في 16 مارس. أعلن الجانبان النصر في الحرب، إذ زعمت الصين أنها سحقت المقاومة الفيتنامية في حين ادعت فيتنام أنها صدت الغزو باستخدام قوات تكونت في الغالب من الميليشيات الحدودية. يشير هنري جيني عالم الأبحاث في المركز الأمريكي المعني بالتحليلات البحرية إلى اتفاق معظم الكتاب الغربيين على تفوق فيتنام على جيش التحرير الشعبي الصيني في ساحة المعركة.

## تداعيات الحرب
خسرت كل من الصين وفيتنام آلاف الجنود، وتكبدت الصين نفقات غير مباشرة مُقدرة بنحو 3.45 مليار يوان، ما أخر استكمال خطتها الاقتصادية لعامي 1979 و1980. اتخذت القيادة الفيتنامية تدابير قمعية مختلفة للتعامل مع مشكلة التعاون الحقيقي أو المحتمل في أعقاب الحرب. طردت السلطات نحو 8000 شخص من أقليات هوا من هانوي نحو «المناطق الاقتصادية الجديدة» الجنوبية، وأعادوا توطين قبائل الهمونغ والأقليات العرقية الأخرى من المحافظات الموجودة في أقصى الشمال في ربيع عام 1979. بدأت الحكومة عملية تطهير بهدف تطهير الحزب الشيوعي الفيتنامي من العناصر المؤيدة للصين والأشخاص الذين استسلموا للقوات الصينية التي دخلت الحدود الفيتنامية خلال الحرب، وذلك ردًا على انشقاق هوانغ فان هوان. طُرد في عام 1979 نحو 20،468 عضوًا من الحزب. نجحت الصين في تعبئة المعارضة الدولية للاحتلال الفيتنامي لكمبوديا، وحشدت قادة مثل الملك المخلوع نورودوم سيهانوك والزعيم الكمبودي المعادي للشيوعية سون سان وأعضاء رفيعي المستوى من الخمير الحمر لحرمان حزب الشعب الكمبودي المؤيد لوجود فيتنام في كمبوديا من حصوله على الاعتراف الدبلوماسي خارج الكتلة السوفيتية الشرقية، وذلك على الرغم من استمرار الاحتلال (جمهورية كمبوتشيا الشعبية). حسنت الصين علاقاتها مع رابطة دول جنوب شرق آسيا من خلال الوعد بحماية تايلاند وسنغافورة من «العدوان الفيتنامي». على النقيض من ذلك، ازداد اعتماد فيتنام على الاتحاد السوفيتي بعد تدني مكانتها في المنطقة، إذ استأجرت قاعدة بحرية في خليج كام ران. كتب هوارد دبليو فرنش في 1 مارس من عام 2005 في صحيفة نيويورك تايمز: «ذكر بعض المؤرخين أن دينج (القائد الصيني الأعلى آنذاك دينج شياو بينج) هو من بدأ الحرب لإبقاء الجيش مشغولًا أثناء تعزيز سلطته».

### الخسائر العسكرية الصينية
ما يزال عدد ضحايا هذه الحرب موضع جدل. زعمت مصادر فيتنامية تكبد جيش التحرير الشعبي الصيني لخسائر قُدر عددها بنحو 62.500 بالمجمل، بما في ذلك 550 عربة عسكرية، و115 قطعة مدفعية مدمَرة؛ كما صرح الناشط الديمقراطي الصيني وي جينغشينغ لوسائل الإعلام الغربية في عام 1980 قائلًا إن القوات الصينية قد خسرت 9000 جندي بالإضافة إلى إصابة 10000 جندي خلال الحرب. تشير تسريبات المصادر العسكرية الصينية إلى وفاة 6954 جنديًا من القوات الصينية.

### الخسائر العسكرية الفيتنامية
لم تعلن الحكومة الفيتنامية رسميًا عن أي معلومات حول الخسائر العسكرية الفعلية على الإطلاق على غرار نظيرتها الصينية. قدرت الصين أن فيتنام فقدت 57000 جندي نظامي و70.000 مقاتل من أفراد الميليشيات خلال الحرب. زعمت صحيفة نان دان الرسمية وجود أكثر من 10000 حالة وفاة مدنية في فيتنام خلال الغزو الصيني، وأفادت إحصائيات في وقت سابق في 17 مايو من عام 1979بوجود خسائر فادحة في المعدات الصناعية والممتلكات الزراعية.

### الأسرى
احتجز الصينيون 1636 أسيرًا فيتناميًا، واحتجز الفيتناميون 238 أسيرًا صينيًا؛ جرت عمليات التبادل في مايو –يونيو من عام 1979.
استسلم 238 جنديًا صينيًا بعد انفصالهم عن وحدتهم الرئيسية خلال الانسحاب من فيتنام وإحاطة الفيتناميين بهم. نقل الجنود الفيتناميين الأسرى الصينيين إلى السجن بعد استسلامهم. أفاد الأسرى الصينيون بأنهم تعرضوا للتعذيب والمعاملة غير الإنسانية مثل عصب أعينهم وربط أجسادهم وتقييدهم بالأسلاك المعدنية.